# 세르가지 칸
세르가지 칸(러시아어: Шергази-хан, 1728년 사망)은 26대 히바 칸국의 칸이자 1714년부터 1728년까지 화레즘 지역을 통치한 사람이다.
야디가르 칸이 사망한 이후, 히바 칸국에 세르가지 칸이 등극했다. 그는 일바르스 칸의 장남인 술탄 하지 칸의 후손이었다. 원래 세르가지 칸은 오래 전에 정치적 혼란으로 인해 화레즘 지역의 왕조가 부하라로 옮겼을 때 그대로 정착했던 조상을 따라서 부하라에서 태어났다. 세르가지 칸은 부하라에서 칸 교육을 받는 등 매우 고학력인 사람이었다. 그는 왕조의 다른 사람들보다 더욱 뛰어난 능력을 보여 사히브키란(Sahibkiran)이나 아미르 티무르라고 불렸다.
그의 통치 기간 동안 마슈히르, 메르베 등을 점령하는 등 활발한 정복사업을 하였다. 1717년 알렉산드르 베코비치 체르카스키가 이끄는 러시아 탐험 임무 도중 대규모로 습격하여 와해시켰다. 이후 세르가지 칸은 히바에 마드라사를 건설했다. 역사학자로써 세르가지 칸은 자신의 연대기를 만들었고 그의 작품에서 "굴샨 이크발"이라는 역사서를 만들었다.

## 죽음
세르가지 칸은 1728년 노예에게 살해당하고 이후 칸에 일바르스 3세 칸이 등극했다.

## 참고 문헌
- (러시아어) Гулямов Я. Г., История орошения Хорезма с древнейших времен до наших дней. Ташкент. 1957
- (러시아어) Жуковский С. В. Сношения России с Бухарой и Хивой за последнее трехсотлетие. Петроград, 1915
- (러시아어) История Узбекистана. Т.3. Т.,1993.
- (러시아어) История Узбекистана в источниках. Составитель Б. В. Лунин. Ташкент, 1990
- (러시아어) История Хорезма. Под редакцией И. М. Муминова. Ташкент, 1976
- (러시아어) Firdaws al-iqbal. History of Khorezm by Shir Muhammad Mirab Munis and Muhammad Riza Mirab Aghahi. Translated from Chaghatay and annotated by Yuri Bregel. Brill, 1999

| 전임 야디가르 칸 | 제26대 히바 칸국의 칸 1714년 ~ 1728년 | 후임 일바르스 3세 |